# Jacques Vandier (ingénieur)
Pour les articles homonymes, voir Jacques Vandier.
Victor Jacques Vandier (1871-1954) est un industriel français, fabricant de produits chimiques, poudres pour garnitures de freins et embrayages automobiles.
Il est fondateur et administrateur de sociétés à Lille, à La Rochelle, à Paimbœuf en Loire-Atlantique, à Niort, à Saint-Ouen près de Paris, en Normandie à Cahan, à Paris et Lyon, actives dans les domaines de « filature, tissage, usines de production chimique, atelier de mécanique et fabrication d'embrayage, fabricant des joints Reinz et confection de tous les matériaux de friction. »  Il est président et administrateur délégué de la Société anonyme française du Ferodo (Valeo).

## Biographie
Originaire des Deux-Sèvres, « né d'humbles parents à Saint-Martin-de-Saint-Maixent », Jacques Vandier est bachelier ès sciences et ingénieur diplômé de l'Institut industriel du Nord (École centrale de Lille), major de la promotion 1895.

### Filateur
Après une année de service militaire, Vandier rejoint en 1896 la filature Delebart-Mallet, dans le quartier de Fives à Lille, comme ingénieur du matériel puis ingénieur-directeur. Il est « inventeur du système Paul Kestner destiné à humidifier et rafraîchir les ateliers ». Il conçoit une machine à bobiner.
En 1903, il fonde sa propre filature de coton qui fusionne avec la filature d'Eugène et Georges Brabant en 1905 sous la raison sociale de filature Brabant-Vandier dans le quartier de l'Heurtebise à Loos-lez-Lille. Cette filature spécialisée dans le fil de coton a une superficie de 20 000 m2 et emploie 500 ouvriers en 1913. Elle est absorbée par la filature Delebart-Mallet en 1920.

### Fabricant de produits chimiques phénoliques
Pendant la Première Guerre mondiale, tandis que son usine lilloise est dans la zone d'occupation allemande, Jacques Vandier crée plusieurs usines de fabrication de produits chimiques dans l'ouest de la France.
La société Vandier et Despret est fondée et construit une usine dans le quartier de La Pallice à La Rochelle (Charente-Maritime) pour la fabrication de trinitrophénol (acide picrique ou mélinite), en partant du phénol et d'acide sulfurique concentré. Il s'agit d'un explosif destiné aux services de l'armée. En mars 1916, l'usine emploie 483 personnes et assure déjà le septième de la production nationale. Après quelques mois d'exploitation, l'usine explose le 1er mai 1916, faisant 138 blessés et 176 morts, dont son directeur Paul Lemoult, ancien professeur à la faculté des sciences de Lille et Henri Carles, ingénieur chimiste IDN, directeur adjoint de l'usine au moment de l'explosion. Une usine similaire de production de trinitrophénol est alors créée à Paimbœuf, à proximité de Saint-Nazaire (Loire-Atlantique).
Henri Monge fonde la société anonyme La Plastose, fabrique de poudre à mouler à base de résine phénolique, dont Vandier Jacques est désigné premier administrateur . La société est établie à Niort (Deux-Sèvres) dans le secteur de Telouze en 1916, puis sont créées des usines à Saint-Ouen (Seine-Saint-Denis) et Cahan (Orne) en 1919. Elle devient le premier fabricant français de résines phénoliques et de poudres pour des produits à mouler. Les fabricants de pièces à mouler en matériaux précurseurs des plastiques et les fabricants de produits de luxe s'approvisionnent ainsi en poudres à mouler.
À partir de 1922, son expansion est due à la fabrique de poudre pour garnitures de freins. Les résines phénoliques sont en effet des matières premières de la fabrication des garnitures de friction : leur fabrication nécessite d'imprégner  de vernis à base de résines phénoliques des tissus d'amiante qui sont façonnés pour former des garnitures tissés. « En 1938, la société fabrique de 80 à 100 tonnes de résine pour ses besoins propres (garnitures de freins) et la vente de produits à mouler. ».

### Industriel du freinage et de l'embrayage automobile

Société anonyme française du Ferodo - SAFF

Vandier organise une intégration verticale de la filière des équipementiers du freinage automobile en 1928 ; sa société La Plastose est absorbée par la Société anonyme française du Ferodo (SAFF) à Paris, dont il devient le président et administrateur délégué, son parent éloigné et beau-frère Louis Vandier, ingénieur IDN lui aussi, étant administrateur-directeur. Il organise l'entrée en bourse de la société en 1932 et son développement dans le domaine de l'embrayage.
Vandier devient administrateur délégué et président de la Société anonyme française du Ferodo à Paris et administrateur de la Compagnie française de produits chimiques et matières colorantes de Saint-Clair-du-Rhône. 
À la veille de la Seconde Guerre mondiale, l’entreprise dispose de la quasi-totalité des brevets concernant les embrayages. En 1938, une publicité de la société indique qu'elle tient 90 % de parts du marché automobile pour les garnitures de friction et qu'elle produit des embrayages et disques de freins, des joints industriels, des poudres à mouler, résines, isolants et applications de l'amiante. Elle emploie alors 1 500 ouvriers dans 5 usines. P-DG de Férodo, il abandonne cette fonction en mars 1944, à sa demande, et est remplacé par le vice-président, Georges Brabant.
La société Société anonyme française du Ferodo (Ferodo S.A.) est devenue un équipementier automobile mondial et a été renommée Valeo à la fin du XXe siècle.

### Membre de la Commission des titres d'ingénieur
Jacques Vandier est président de l'Association des ingénieurs de l'Institut industriel du Nord (IDN) de 1907 à 1914. Il promeut le concept égalitaire d'un titre unique délivré par l'État aux élèves sortant de toutes les écoles d'ingénieurs reconnues, face aux grandes écoles parisiennes voulant préserver leur préséance malthusienne et la reproduction des élites économiques. Ainsi, en 1921, Vandier définit l'ingénieur non comme une fonction ou une profession mais comme « une formation spéciale à l'esprit », cette formule constitue la base de la pensée de l'Union des syndicats d'ingénieurs français (USIF).
Vandier contribue à la création de la Fédération des associations et sociétés françaises d'ingénieurs diplômés (Ingénieurs et scientifiques de France) en 1929.
Vandier devient membre du conseil supérieur de l'enseignement technique. Il est l'un des dix-neuf membres de la commission de réglementation du titre d'ingénieurs qui se réunit entre février 1929 et avril 1931 pour élaborer un avant projet de loi ; cette loi relative aux conditions de délivrance et à l'usage du titre d'ingénieur diplômé est votée le 10 juillet 1934 ; elle définit un titre d'ingénieur diplômé pour chaque école habilitée, supervisée par la Commission des titres d'ingénieur.

## Brevets d'inventions

### Brevets de filature textile
- Brevet FR 591313  Nouveau tambour pour machines textiles - 1924-03-06
- Brevet FR 583762  Perfectionnements aux tambours fendus pour bobinoirs, assembleuses, gazeuses et autres machines textiles - 1924-07-16
- Brevet FR 638842   Nouvelle busette pour métiers à filer renvideurs - 1926-12-21
- Brevet FR 640141 Nouveau tube de filature - 1927-02-09

### Brevet La Plastose S.A.
- Brevet FR 587852 Dispositif de réglage pour récepteurs téléphoniques   - 1924-10-23

### Brevets Ferodo S.A.
- Brevet FR 673326 Perfectionnements aux garnitures de friction en général ; 1928-07-28
- Brevet FR 670130 Disque d'embrayage à friction ; 1929-02-22
- Brevet FR 39960E Perfectionnements aux matières de friction ; 1930-08-07
- Brevet FR 749566 Dispositif de friction pour mécanismes de freinage, d'embrayage, ou autres applications ; 1933-01-26
- Brevet FR 779669 Disque à friction pour embrayages et freins ; 1934-01-04
- Brevet FR 841396 Embrayage à commande centrale par tige unique ; 1938-01-22
- Brevet FR 871773 Embrayage réversible pour changement de vitesse 1940-12-30
- Brevet FR 882212 Nouvelle garniture de friction 1942-04-25
- Brevet FR 882855 Perfectionnements aux embrayages à disques 1942-06-03
- Brevet FR 910606 Perfectionnement au mode de fixation et aux supports des garnitures de freins et d'embrayages, et notamment des garnitures moulées ; 1944-11-30
- Brevet FR 53716E Frein à serrage interne; 1945-01-30
- Brevet FR 53703E Perfectionnement au mode de fixation et aux supports des garnitures de freins et d'embrayages, et notamment des garnitures moulées ; 1945-01-30

## Sources

### Notice biographique
« Victor Jacques Vandier », base Léonore, ministère français de la Culture